# Multishow

Logo von Multishow

Multishow ist ein vornehmlich dem Entertainment gewidmeter brasilianischer Fernsehkanal, der über Satellit und Kabel ausgestrahlt wird. Der 1991 gegründete Sender gehört zu Globosat, einem Unternehmenszweig der Grupo Globo, des größten Medienkonzerns Lateinamerikas, zu welchem unter anderem auch Rede Globo, der bedeutendste Fernsehsender Brasiliens gehört. Multishow steht hauptsächlich in Konkurrenz zu MTV Brasil.
Neben Musiksendungen strahlt der Sender vornehmlich Programme und Serien aus, die sich an ein jüngeres Zielpublikum wenden.

## Multishow FM
Multishow FM ist ein derzeit von GloboRádio in Zusammenarbeit mit Globosat aus den Studios von Sistema Globo de Rádio in Rio de Janeiro sendender Radiosender, der derzeit über das Internet sowie die Ressourcen von NET Digital und SKY Brasil ausgestrahlt wird. Es gibt Pläne bald auch terrestrisch über UKW auszustrahlen.

## Prêmio Multishow de Música Brasileira

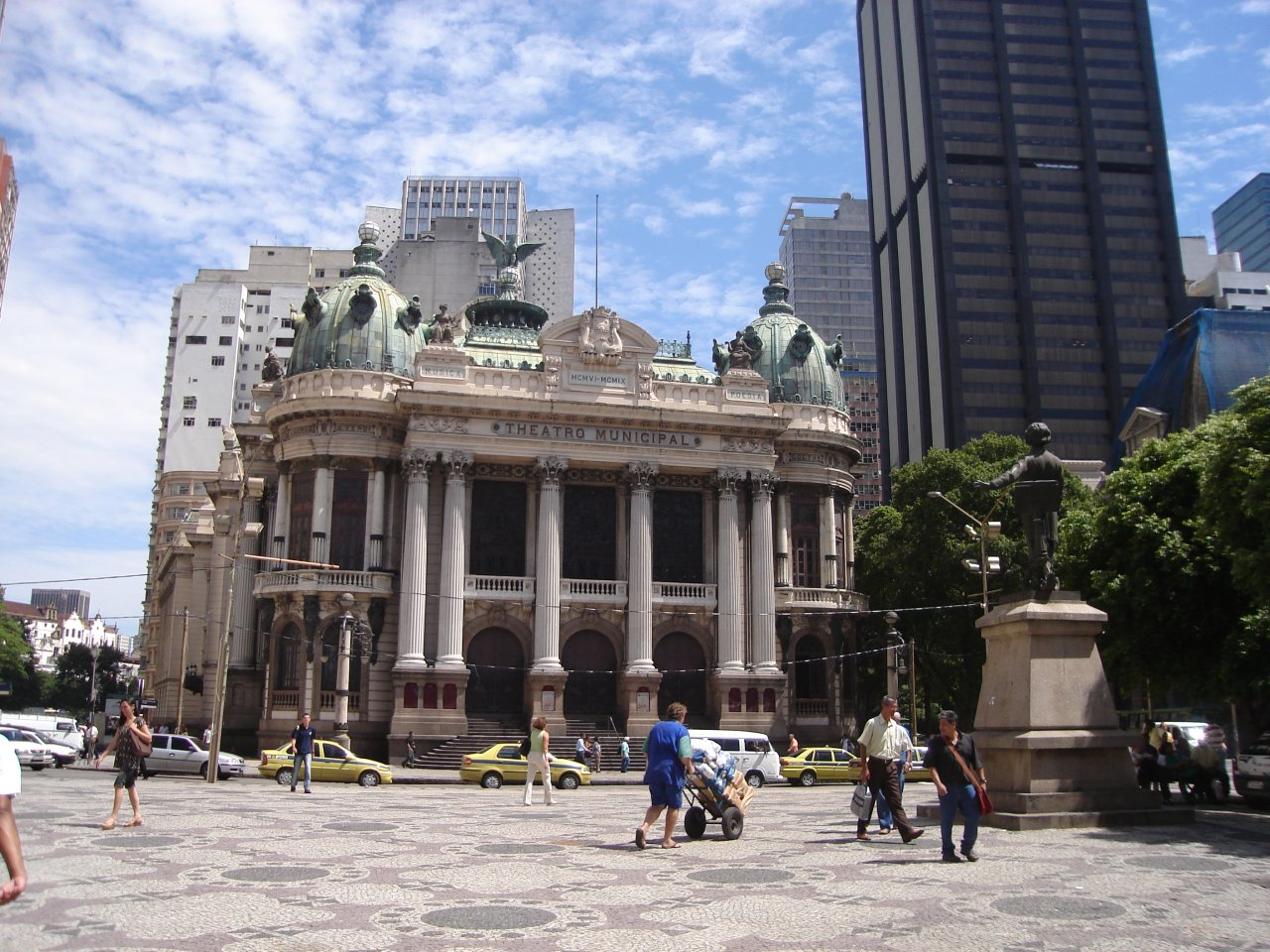
Theatro Municipal auf der Praça da Cinelândia von Rio de Janeiro

Seit 1995 werden alljährlich Musikpreise, die Prêmios Multishow de Música Brasileira, vergeben. Neben den MTV Video Music Brasil gehören sie zu den bedeutendsten Brasiliens. Die Preisverleihungen fanden traditionell im Theatro Municipal von Rio de Janeiro statt. 2009, beziehungsweise 2010 waren die citibank Hall und Arena Olímpica do Rio, auch als Arena Multiuso bekannt, beide in Barra da Tijuca im Westen Rios, die Veranstaltungsorte.
Dieser Tage werden Preise in den folgenden Kategorien vergeben: 
- Bester Sänger
- Beste Sängerin
- Bestes Lied
- Bester Instrumentalist
- Beste Gruppe
- Beste CD
- Beste Show
- Neuentdeckung
- Bester Clip
- Beste Musik-DVD
- Ermutigungspreis
- Hommage